# Festival international du film de Locarno 2003
Le Festival international du film de Locarno 2003 (56e festival) s'est déroulé du 6 au 16 août 2003. 19 longs métrages étaient en compétition.

## Jury
- Président : Franck Nouchi

## Palmarès
- Léopard d'or : Eau dormante de Sabiha Sumar
- Léopard d'argent : Au feu ! (Gori vatra) de Pjer Žalica (bs) et Thirteen de Catherine Hardwicke
- Prix d'interprétation masculine : Șerban Ionescu (ro) pour son rôle dans Maria de Călin Peter Netzer
- Prix d'interprétation féminine : Diana Dumbrava pour son rôle dans Maria de Călin Peter Netzer, Holly Hunter pour son rôle dans Thirteen de Catherine Hardwicke et Kiron Kher pour son rôle dans Eau dormante de Sabiha Sumar
- Léopard d'or vidéo: IXe, journal d'un prisonnier, de Pierre-Yves Borgeaud et Stéphane Blok
- Prix spécial du jury : Maria de Călin Peter Netzer
- Prix œcuménique : Eau dormante de Sabiha Sumar
- Léopard d'honneur : Ken Loach.
- Prix du public : Le Miracle de Berne (Das Wunder von Bern) de Sönke Wortmann